# BANAL-52
forme
Le virus BANAL-52, ou BANAL-20-52, est une souche de SARSr-CoV qui a été identifiée en 2020 dans des échantillons de chauves-souris Rhinolophus malayanus dans le district de Feuang, province de Vientiane au Laos.
L'arbre phylogénétique des souches de coronavirus de l'espèce SARSr-CoV montre que BANAL-52 est le Sarbecovirus connu le plus proche du SARS-CoV-2, agent causal de la Covid-19, avec un génome identique à 96.85 % (contre 96.2 % pour le RaTG13 isolé en 2013, dans le Yunnan, d'un échantillon de Rhinolophus affinis),. 

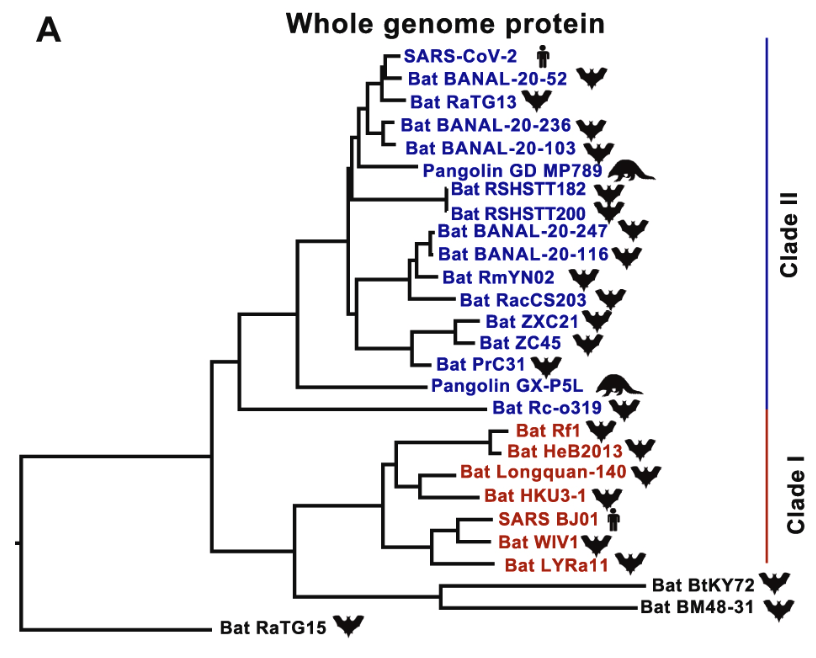
Phylogénie moléculaire du SARS-CoV-2 et de coronaviruses représentatifs proches, reconstruite à partie des séquences concaténées de neuf ORFs

C'est un virus recombiné (« mosaïque » résultant de la recombinaison d’au moins cinq séquences connues par ailleurs) dont la protéine spiculaire se caractérise par son domaine de liaison au récepteur (RBD) très proche de celui du SARS-CoV-2 avec 16 acides aminés sur 17 identiques contre seulement 11 sur 17 pour le RaTG13,,.
Le virus BANAL-52 est découvert en 2020 conjointement aux souches BANAL-103 et BANAL-236, dont les RBD sont également très proches de celui du SARS-CoV-2.
Tous ces virus admettent l'ACE2 humain comme récepteur cellulaire; en revanche aucun ne dispose du site de clivage par  la furine qui joue un rôle déterminant dans l'infection des cellules humaines par le SARS-CoV-2 (et est suspecté — sans preuve — d'« insertion intentionnelle dans le génome du SARS-CoV-2 »),.